# The Nexus (album)
The Nexus is het tweede album van de Zweedse melodische deathmetal/powermetal band Amaranthe. Het album werd in maart 2013 uitgebracht, onder andere in Japan (13 maart) en in de Verenigde Staten (26 maart). Het is ook het laatste album met Andreas Solveström als vocalist.

## Bandleden
- Elize Ryd - zang
- Jake E - zang
- Andreas Solveström - zang
- Olof Mörck - gitaren & toetsen
- Morten Løwe Sørensen - drums
- Johan Andreassen - basgitaar

## Track listing
| Nr. | Titel                | Duur |
| --- | -------------------- | ---- |
| 1.  | Afterlife            | 3:15 |
| 2.  | Invincible           | 3:11 |
| 3.  | The Nexus            | 3:16 |
| 4.  | Theory Of Everything | 3:35 |
| 5.  | Stardust             | 3:09 |
| 6.  | Burn With Me         | 4:01 |
| 7.  | Mechanical Illusion  | 4:01 |
| 8.  | Razorblade           | 3:05 |
| 9.  | Future On Hold       | 3:17 |
| 10. | Electroheart         | 3:48 |
| 11. | Transhuman           | 3:55 |
| 12. | Infinity             | 3:05 |

| Nr. | Titel                                | Duur |
| --- | ------------------------------------ | ---- |
| 13. | Afterlife (akoestisch)               | 3:14 |
| 14. | Burn With Me (akoestisch)            | 3:52 |
| 15. | Hunger (akoestisch)                  | 3:22 |
| 16. | Hunger (remix)                       | 3:17 |
| 17. | Leave Everything Behind (demoversie) | 3:18 |

## Versiegeschiedenis[1]
| Land                | Datum         |
| ------------------- | ------------- |
| Japan               | 13 maart 2013 |
| Zweden              | 20 maart 2013 |
| Finland             | 22 maart 2013 |
| Duitsland           | 22 maart 2013 |
| Verenigd Koninkrijk | 25 maart 2013 |
| Verenigde Staten    | 26 maart 2013 |